# فهرست رکوردها و آمار باشگاه فوتبال رئال مادرید

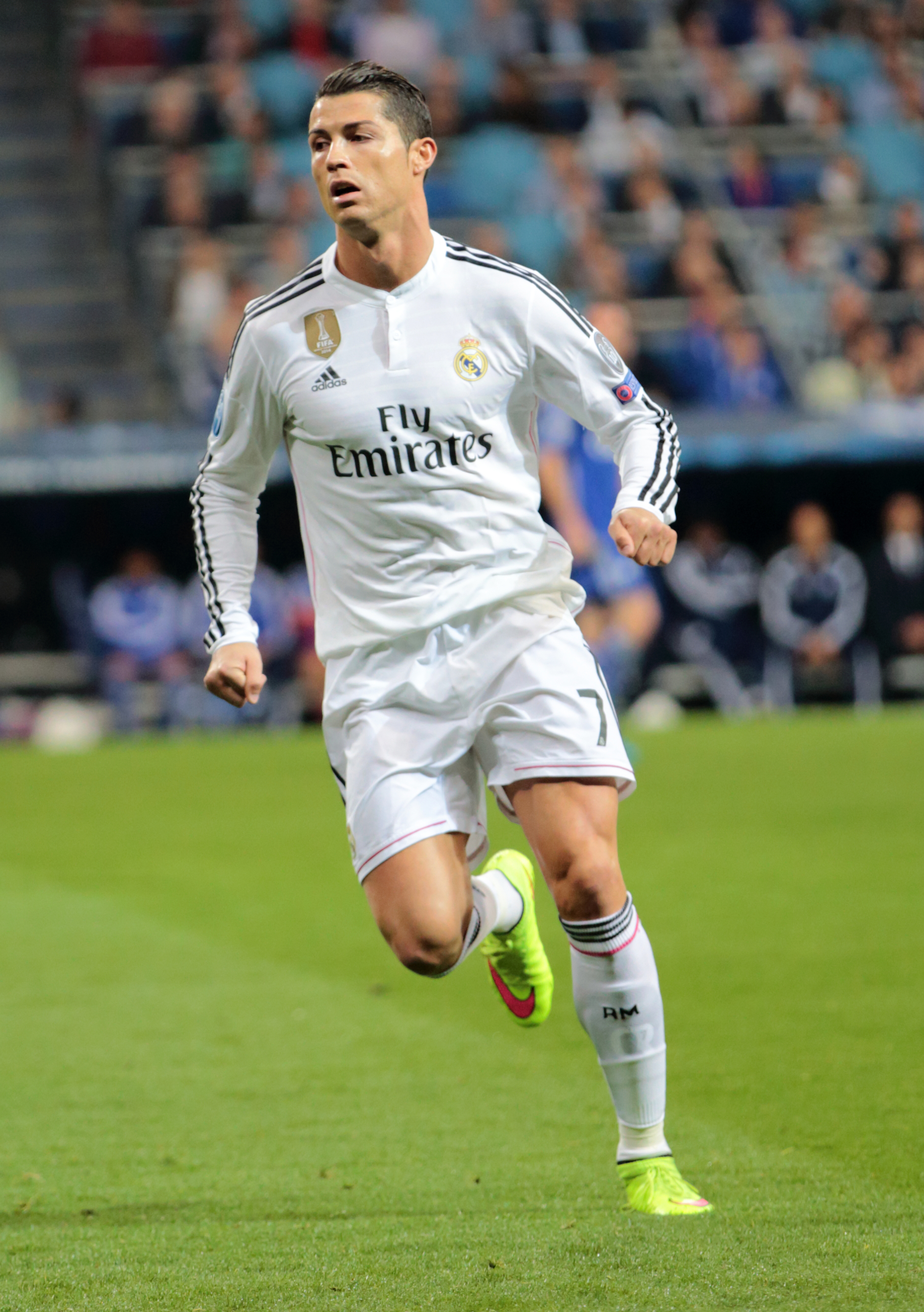
کریستیانو رونالدو (تصویر در سال ۲۰۱۵) با ۴۵۰ گل در ۴۳۸ بازی در تمامی رقابت‌ها، بهترین گلزن تاریخ رئال مادرید است.

باشگاه فوتبال رئال مادرید یک باشگاه فوتبال حرفه‌ای اسپانیایی است که در مادرید واقع شده‌است. این باشگاه در سال ۱۹۰۲ با نام باشگاه فوتبال مادرید تشکیل شد و نخستین بازی رقابتی خود را در ۱۳ مه ۱۹۰۲ انجام داد، زمانی که وارد نیمه نهایی کمپئوناتو د کوپا د اس.ام. آلفونسو سیزدهم. شد. رئال مادرید در حال حاضر در لیگ برتر اسپانیایی لا لیگا بازی می‌کند و یکی از اعضای بنیانگذار آن لیگ در سال ۱۹۲۹ شد و یکی از سه باشگاهی است (سایر باشگاه‌ها بارسلونا و اتلتیک بیلبائو هستند) که هرگز از لیگ سقوط نکرده‌اند. آنها همچنین از زمانی که نخستین باشگاه اسپانیایی بودند که در سال ۱۹۵۵ به جام باشگاه‌های اروپا وارد شدند، به جز فصل‌های ۷۸–۱۹۷۷ و ۹۷–۱۹۹۶، در فوتبال اروپا حضور داشتند.
این فهرست شامل افتخارات اصلی رئال مادرید و رکوردهای ثبت‌شده توسط باشگاه، مدیران و بازیکنان آنها است. بخش سوابق بازیکنان شامل جزئیات گلزنان برجسته باشگاه و کسانی است که بیشترین حضور را در مسابقات تیم اول داشته‌اند. همچنین دستاوردهای قابل توجه بازیکنان رئال مادرید در صحنه بین‌المللی و بالاترین هزینه نقل و انتقالات پرداختی و دریافتی توسط باشگاه را ثبت می‌کند.
این باشگاه در حال حاضر رکورد بیشترین قهرمانی در جام باشگاه‌های اروپا / لیگ قهرمانان اروپا را با ۱۵ و بیشترین قهرمانی لا لیگا با ۳۶ عنوان دارد. علاوه بر این، رئال ۲۰ بار قهرمان کوپا دل ری،  ۱۳ بار سوپر جام اسپانیا، دو بار کوپا دی لا لیگا، دو بار کوپا اوا دیورته، دو بار جام یوفا، شش بار سوپر جام اروپا/یوفا، چهار بار جام بین قاره‌ای، پنج بار جام باشگاه‌های جهان، سه بار جام لاتین و دو بار کوپا ایبروامریکا شده‌است. رئال مادرید با پانزده قهرمانی لیگ قهرمانان اروپا، موفق‌ترین باشگاه از نظر عناوین بین‌المللی است و با ۳۲ نایب‌قهرمانی رکورددار است. در عرصه داخلی، با ۸۷ عنوان قهرمانی در رتبه  قرار دارد. رکورددار باشگاه رائول است که از سال ۱۹۹۴ تا ۲۰۱۰، ۷۴۱ بازی انجام داد. رکورددار گلزنی این باشگاه کریستیانو رونالدو مهاجم پرتغالی است که از سال ۲۰۰۹ تا ۲۰۱۸ در تمامی رقابت‌ها ۴۵۰ گل به ثمر رسانده‌است.

## افتخارات
در کشور اسپانیا، رئال مادرید با کسب ۱۴۹ عنوان قهرمانی، موفق‌ترین تیم این کشور است. این تیم با کسب ۲۹ عنوان بین‌المللی نیز یکی موفق‌ترین باشگاه‌های دنیاست و پرافتخارترین باشگاه دنیا از این نظر است. این تیم همچنین با کسب ۳۶ عنوان قهرمانی در لالیگا، موفق‌ترین تیم این رقابت هاست. ۱۳ عنوان قهرمانی در سوپر جام اسپانیا و ۱۵ قهرمانی در لیگ قهرمانان اروپا، آن‌ها را در این رده‌ها نیز پرافتخارترین تیم کرده‌است. در دسامبر ۲۰۰۰ نیز این تیم به عنوان موفق‌ترین تیم قرن بیستم معرفی شد. همچنین رئال مادرید برای بازی در لیگ قهرمانان اروپا، لباس‌های ویژه‌ای می‌پوشد که مخصوص تیم هاییست که دارای بیش از ۵ عنوان قهرمانی در این رقابت‌ها هستند.

### مسابقات منطقه‌ای
- لیگ مادرید: کسب ۲۳ جام[۱] (رکورددار)
  - سال‌های کسب مقام:

۱۹۰۴–۰۵، ۱۹۰۵–۰۶، ۱۹۰۶–۰۷، ۱۹۰۷–۰۸، ۱۹۰۹–۱۰، ۱۹۱۲–۱۳، ۱۹۱۵–۱۶، ۱۹۱۶–۱۷، ۱۹۱۷–۱۸، ۱۹۱۹–۲۰، ۱۹۲۱–۲۲، ۱۹۲۲–۲۳، ۱۹۲۳–۲۴، ۱۹۲۵–۲۶، ۱۹۲۶–۲۷، ۱۹۲۸–۲۹، ۱۹۲۹–۳۰، ۱۹۳۰–۳۱، ۱۹۳۱–۳۲، ۱۹۳۲–۳۳، ۱۹۳۳–۳۴، ۱۹۳۴–۳۵، ۱۹۳۵–۳۶

### مسابقات داخلی

#### لیگ
- لا لیگا: کسب ۳۶ جام[۴] (رکورددار)
  - سال‌های کسب مقام:

۳۲–۱۹۳۱، ۳۳–۱۹۳۲، ۵۴–۱۹۵۳، ۵۵–۱۹۵۴، ۵۷–۱۹۵۶، ۵۸–۱۹۵۷، ۶۱–۱۹۶۰، ۶۲–۱۹۶۱، ۶۳–۱۹۶۲، ۶۴–۱۹۶۳، ۶۵–۱۹۶۴، ۶۷–۱۹۶۶، ۶۸–۱۹۶۷، ۶۹–۱۹۶۸، ۷۲–۱۹۷۱، ۷۵–۱۹۷۴، ۷۶–۱۹۷۵، ۷۸–۱۹۷۷، ۷۹–۱۹۷۸، ۸۰–۱۹۷۹، ۸۶–۱۹۸۵، ۸۷–۱۹۸۶، ۸۸–۱۹۸۷، ۸۹–۱۹۸۸، ۹۰–۱۹۸۹، ۹۵–۱۹۹۴، ۹۷–۱۹۹۶، ۰۱–۲۰۰۰، ۰۳–۲۰۰۲، ۰۷–۲۰۰۶، ۰۸–۲۰۰۷، ۱۲–۲۰۱۱، ۱۷–۲۰۱۶، ۲۰–۲۰۱۹، ۲۲–۲۰۲۱ ،۲۰۲۴_۲۰۲۳

#### جام
- کوپا دل ری (جام حذفی): کسب ۲۰ جام
  - سال‌های کسب مقام:

۱۹۰۵، ۱۹۰۶، ۱۹۰۷، ۱۹۰۸، ۱۹۱۷، ۱۹۳۴، ۱۹۳۶، ۱۹۴۶، ۱۹۴۷، ۶۲–۱۹۶۱، ۷۰–۱۹۶۹، ۷۴–۱۹۷۳، ۷۵–۱۹۷۴، ۸۰–۱۹۷۹، ۸۲–۱۹۸۱، ۸۹–۱۹۸۸، ۹۳–۱۹۹۲، ۱۱–۲۰۱۰، ۱۴–۲۰۱۳ ،۲۰۲۳_۲۰۲۲
- سوپر جام اسپانیا: کسب ۱۳ جام
  - سال‌های کسب مقام:

۱۹۸۸، ۱۹۸۹، ۱۹۹۰، ۱۹۹۳، ۱۹۹۷، ۲۰۰۱، ۲۰۰۳، ۲۰۰۸، ۲۰۱۲، ۲۰۱۷، ۲۰–۲۰۱۹، ۲۲–۲۰۲۱، ۲۰۲۴

### مسابقات بین‌المللی
- لیگ قهرمانان اروپا: کسب ۱۵ جام[۴] (رکورددار)
  - سال‌های کسب مقام:

۵۶–۱۹۵۵، ۵۷–۱۹۵۶، ۵۸–۱۹۵۷، ۵۹–۱۹۵۸، ۶۰–۱۹۵۹، ۶۶–۱۹۶۵، ۹۸–۱۹۹۷، ۲۰۰۰–۱۹۹۹، ۰۲–۲۰۰۱، ۱۴–۲۰۱۳، ۱۶–۲۰۱۵، ۱۷–۲۰۱۶، ۱۸–۲۰۱۷، ۲۲–۲۰۲۱، ۲۰۲۴_۲۰۲۳
- جام یوفا: کسب ۲ جام[۴]
  - سال‌های کسب مقام:

۸۵–۱۹۸۴، ۸۶–۱۹۸۵
- سوپرجام اروپا: کسب ۶ جام[۴]
  - سال‌های کسب مقام:

۲۰۰۲، ۲۰۱۴، ۲۰۱۶، ۲۰۱۷، ۲۰۲۲، ۲۰۲۴
- جام بین قاره‌ای: کسب ۴ جام[۴] (رکورددار)
  - سال‌های کسب مقام:

۱۹۶۰، ۱۹۹۸، ۲۰۰۲، ۲۰۲۴
- جام باشگاه‌های جهان: کسب ۵ جام[۴] (رکورددار)
  - سال‌های کسب مقام:

۲۰۱۴، ۲۰۱۶، ۲۰۱۷، ۲۰۱۸، ۲۰۲۲
- جام سانتیاگو برنابئو: کسب ۲۴ جام[۴] (رکورددار)
  - سال‌های کسب مقام:

۱۹۸۱, ۱۹۸۳, ۱۹۸۴, ۱۹۸۵, ۱۹۸۷, ۱۹۸۹, ۱۹۹۱, ۱۹۹۴, ۱۹۹۵, ۱۹۹۶, ۱۹۹۷, ۱۹۹۸, ۱۹۹۹, ۲۰۰۰, ۲۰۰۳, ۲۰۰۵, ۲۰۰۶, ۲۰۰۷, ۲۰۰۸, ۲۰۰۹, ۲۰۱۰, ۲۰۱۱, ۲۰۱۲, ۲۰۱۳

## وضعیت بازیکنان
- جوان‌ترین بازیکن حاضر در تیم اصلی: آلبرتو ریورا با ۱۷ سال و ۱۱۴ روز در بازی برابر سلتاویگو در ژوئن ۱۹۹۵

#### بیشترین تعداد بازی
(تنها بازی‌های رسمی)
|    | نام             | سال       | لا لیگا | جام حذفی | اروپا | سایر | مجموع |
| -- | --------------- | --------- | ------- | -------- | ----- | ---- | ----- |
| ۱  | رائول گونزالس   | ۱۹۹۴–۲۰۱۰ | ۵۵۰     | ۳۷       | ۱۳۵   | ۲۰   | ۷۴۱   |
| ۲  | مانوئل سانچز    | ۱۹۸۳–۲۰۰۱ | ۵۲۴     | ۶۷       | ۹۹    | ۲۱   | ۷۱۱   |
| ۳  | کارلوس سانتیانا | ۱۹۷۱–۱۹۸۸ | ۴۶۱     | ۸۴       | ۸۷    | ۱۱   | ۶۴۳   |
| ۴  | فرناندو گنتو    | ۱۹۵۳–۱۹۷۱ | ۴۲۸     | ۷۵       | ۹۶    | ۶    | ۶۰۵   |
| ۵  | ایکر کاسیاس     | ۱۹۹۹–۲۰۰۵ | ۳۹۳     | ۱۷       | ۱۰۶   | ۱۴   | ۶۰۰   |
| ۶  | فرناندو هیرو    | ۱۹۸۹–۲۰۰۳ | ۴۳۹     | ۴۰       | ۱۰۱   | ۱۸   | ۵۹۸   |
| ۷  | کاماچو          | ۱۹۷۳–۱۹۸۹ | ۴۱۴     | ۶۱       | ۹۰    | ۱۲   | ۵۷۷   |
| ۸  | پیری            | ۱۹۶۴–۱۹۷۹ | ۴۱۷     | ۶۷       | ۷۵    | ۲    | ۵۶۱   |
| ۹  | میشل            | ۱۹۸۱–۱۹۹۶ | ۴۰۴     | ۵۳       | ۸۹    | ۱۴   | ۵۶۰   |
| ۱۰ | گوتی            | ۱۹۹۵–۲۰۱۰ | ۳۸۶     | ۴۰       | ۱۰۱   | ۱۴   | ۵۴۱   |

#### گلزنی
- بیشترین گل زده در یک فصل در تمام رقابت‌ها: کریستیانو رونالدو با ۶۹ گل زده در فصل ۲۰۱۳–۱۴
- بیشترین گل زده در یک فصل در لالیگا: کریستیانو رونالدو با ۴۸ گل زده در فصل ۲۰۱۴–۱۵
- بهترین گلزن یک فصل با کمترین گل زده: آمانسیو آمارو با ۱۴ گل در فصل ۱۹۶۸–۶۹
- بیشترین گل زده در یک بازی در لیگ: ۸ گل زده
  - مانوئل آلدی در سال ۱۹۴۳
  - آنتونی آلسوئا در سال ۱۹۴۷
  - میگل مونیز در سال ۱۹۵۱
  - پپیلو در سال ۱۹۶۰
  - فرانس پوشکاش در سال ۱۹۶۱
  - فرناندو مورینتس در سال ۲۰۰۲
- بیشترین گل زده در یک بازی در جام حذفی: ۱۱ گل زده
  - بنگوریا در سال ۱۹۲۷
  - فرانس پوشکاش در سال ۱۹۶۱
- جوانترین گل زن: آلبرتو ریورا با ۱۷ سال و ۱۱۴ روز در ژوئن ۱۹۹۵
- سریع‌ترین گل: (ثانیه ۱۴) رونالدو در سال ۲۰۰۳[۵]

##### گل‌های تاریخی
| گل              | نام            | تاریخ           | بازی                      |
| --------------- | -------------- | --------------- | ------------------------- |
| اولین گل        | آرتور جانسون   | ۱۳ مه ۱۹۰۲      | بارسلونا ۳–۱ رئال مادرید  |
| اولین گل در لیگ | خایمه لازکانو  | ۱۰ فوریه ۱۹۲۹   | رئال مادرید ۵–۰ اروپا     |
| هزارمین گل      | پاهینیو        | ۵ نوامبر ۱۹۵۰   | رئال مادرید ۵–۲ اتلتیک    |
| ۲هزارمین گل     | فرانسیسکو خنتو | ۹ نوامبر ۱۹۶۳   | رئال مادرید ۳–۱ پنتودرا   |
| ۳هزارمین گل     | خوانیتو        | ۲۰ ژانویه ۱۹۸۲  | رئال مادرید ۳–۱ سالامانکا |
| ۴هزارمین گل     | زامورانو       | ۲۲ دسامبر ۱۹۹۴  | رئال مادرید ۵–۰ وایادولید |
| ۵هزارمین گل     | گوتی           | ۱۴ سپتامبر ۲۰۰۸ | رئال مادرید ۴–۳ نومانسیا  |
| ۶هزارمین گل     | مارکو آسنسیو   | ۱۸ فوریه ۲۰۱۸   | رئال مادرید ۵–۳ رئال بتیس |

#### برندگان جوایز

##### توپ طلا
بازیکنان زیر "توپ طلاً را در حالی بردند که عضو رئال مادرید بوده‌اند.
- آلفردو دی استفانو در سال‌های ۱۹۵۷ و ۱۹۵۹
- ریموند کوپا در سال ۱۹۵۸
- لوئیز فیگو در سال ۲۰۰۰
- رونالدو در سال ۲۰۰۲
- فابیو کاناوارو در سال ۲۰۰۶
- کریستیانو رونالدو در سال‌های ۲۰۱۳، ۲۰۱۴، ۲۰۱۶، ۲۰۱۷
- لوکا مودریچ در سال ۲۰۱۸
- کریم بنزما در سال ۲۰۲۲

##### کفش طلا
بازیکنان زیر «کفش طلا» را در حالی بردند که عضو رئال مادرید بوده‌اند.
- هوگو سانچز با زدن ۳۸ گل در سال ۱۹۹۰
- کریستیانو رونالدو با زدن ۴۰ گل در سال ۲۰۱۱ و با زدن ۳۱ گل در سال ۲۰۱۴ و با زدن ۴۸ گل در سال ۲۰۱۵

##### بازیکن سال اروپا
بازیکنان زیر عنوان «بازیکن سال اروپا» را در حالی کسب کردند که عضو رئال مادرید بوده‌اند.
- فرناندو ردوندو در سال ۲۰۰۰
- زین‌الدین زیدان در سال ۲۰۰۲
- کریستیانو رونالدو در سال‌های ۲۰۱۴، ۲۰۱۶، ۲۰۱۷
- کریم بنزما در سال ۲۰۲۲

##### بهترین بازیکن سال دنیا
بازیکنان زیر عنوان «بهترین بازیکن سال دنیا» را در حالی کسب کردند که عضو رئال مادرید بوده‌اند.
- لوئیز فیگو در سال ۲۰۰۰
- رونالدو در سال ۲۰۰۲
- زین‌الدین زیدان در سال ۲۰۰۳
- فابیو کاناوارو در سال ۲۰۰۶
- کریستیانو رونالدو در سال‌های ۲۰۱۳، ۲۰۱۴، ۲۰۱۶، ۲۰۱۷

### بازی‌های ملی
- اولین بازیکن ملی‌پوش: خوآن مونیاردین در دسامبر ۱۹۹۲
- بیشترین تعداد بازی ملی در کل: لوئیز فیگو با ۱۲۹ بازی ملی (۴۷ بازی در زمان عضویت در این باشگاه)
- بیشترین تعداد بازی ملی در زمان عضویت در رئال مادرید: ایکر کاسیاس با ۱۵۶ بازی ملی

### نقل و انتقالات

#### گران‌قیمت‌ترین خریدها
|    | بازیکن            | از تیم         | مبلغ انتقال (میلیون پوند) | تاریخ        | منبع  |
| -- | ----------------- | -------------- | ------------------------- | ------------ | ----- |
| ۱  | گرت بیل           | تاتنهام        | ۸۵٫۳                      | سپتامبر ۲۰۱۳ | [ ۹ ] |
| ۲  | کریستیانو رونالدو | منچستر یونایتد | ۸۰                        | ژوئن ۲۰۰۹    | [ ۹ ] |
| ۳  | خامس رودریگز      | موناکو         | ۶۳                        | ژوئیه ۲۰۱۴   | [ ۹ ] |
| ۴  | کاکا              | آ.ث.میلان      | ۵۶                        | ژوئیه ۲۰۰۹   | [ ۹ ] |
| ۵  | زین‌الدین زیدان    | یوونتوس        | ۴۵                        | ژوئیه ۲۰۰۱   | [ ۹ ] |
| ۶  | لوئیز فیگو        | بارسلونا       | ۳۷                        | ژوئیه ۲۰۰۰   | [ ۹ ] |
| ۷  | آسیر ایارامندی    | رئال سوسیداد   | ۳۴                        | ژوئیه ۲۰۱۳   | [ ۹ ] |
| ۸  | کریم بنزما        | المپیک لیون    | ۳۰                        | اوت ۲۰۰۹     | [ ۹ ] |
| ۹  | ژابی آلونسو       | لیورپول        | ۳۰                        | اوت ۲۰۰۹     | [ ۹ ] |
| ۱۰ | لوکا مودریچ       | تاتنهام        | ۳۰                        | سپتامبر ۲۰۱۲ | [ ۹ ] |

#### گران‌قیمت‌ترین فروش‌ها
|    | بازیکن                   | به تیم          | مبلغ انتقال (میلیون پوند) | تاریخ        | منبع  |
| -- | ------------------------ | --------------- | ------------------------- | ------------ | ----- |
| ۱  | پرتغال کریستیانو رونالدو | یوونتوس         | ۱۰۶                       | سپتامبر ۲۰۱۸ |       |
| 2  | آنخل دی‌ماریا             | منچستر یونایتد  | ۵۹٫۷                      | اوت ۲۰۱۴     | [ ۹ ] |
| 3  | مسعوت اوزیل              | آرسنال          | ۴۲٫۴                      | سپتامبر ۲۰۱۳ | [ ۹ ] |
| 4  | گونزالو هیگواین          | ناپولی          | ۳۴٫۵                      | ژوئیه ۲۰۱۳   | [ ۹ ] |
| 5  | روبینیو                  | منچستر سیتی     | ۳۲٫۵                      | سپتامبر ۲۰۰۸ | [ ۹ ] |
| 6  | نیکلاس آنلکا             | پاری سن ژرمن    | ۲۲                        | ژوئیه ۲۰۰۰   | [ ۹ ] |
| 7  | آرین روبن                | بایرن مونیخ     | ۲۲                        | اوت ۲۰۰۹     | [ ۹ ] |
| 8  | مایکل اوون               | نیوکاسل یونایتد | ۱۷                        | سپتامبر ۲۰۰۵ | [ ۹ ] |
| 9  | کلود ماکلله              | چلسی            | ۱۶                        | سپتامبر ۲۰۰۳ | [ ۹ ] |
| 10 | وسلی اسنایدر             | اینتر میلان     | ۱۴                        | اوت ۲۰۰۹     | [ ۹ ] |
| 10 | کلاس یان هونتلار         | آ.ث.میلان       | ۱۳                        | اوت ۲۰۰۹     | [ ۹ ] |

### مربیان
- نخستین مربی رسمی باشگاه: آرتور جانسون
- طولانی‌ترین مدت زمان مربی‌گری بر حسب زمان: میگل مونیوز با ۱۵ سال در طی سال‌های ۱۹۵۹ و سال‌های ۱۹۶۰ تا ۱۹۷۴
- طولانی‌ترین مدت زمان مربی‌گری بر حسب بازی: میگل مونیوز با ۶۰۴ بازی

### رکوردهای تیمی

#### بازی‌ها
- اولین بازی لالیگا: برد ۶–۰ در فوریه سال ۱۹۲۹
- اولین بازی جام حذفی: باخت ۳–۱ در در سال ۱۹۰۲
- اولین بازی در زمین سانتیاگو برنابئو: برد ۳–۱ در سال ۱۹۴۷
- اولین بازی اروپایی: برد ۲–۰ در سال ۱۹۹۵
- اولین بازی در لیگ قهرمانان اروپا: باخت ۱–۰ در سال ۱۹۹۵
- اولین بازی در جام یوفا: برد ۲–۱ در سال ۱۹۷۱
- اولین بازی جام برندگان اروپا: تساوی ۰–۰ در سال ۱۹۷۷
- اولین بازی در جام بین قاره‌ای: تساوی ۰–۰ در سال ۱۹۶۰
- اولین بازی در جام باشگاه‌های جهان: برد ۳–۱ در سال ۲۰۰۰
- اولین بازی در جام لاتین: برد ۲–۰ در سال ۱۹۵۵

#### رکوردهای برد
- بهترین برد: برد ۱۱–۱ بارسلونا
- بهترین برد در لیگ: برد ۱۱–۲ برابر الچه راین در سال ۱۹۵۹
- بهترین برد در جام حذفی: برد ۹–۱ برابر اوساسونا
- بهترین برد اروپایی: برد ۹–۰ در سال ۱۹۶۱ برابر ستاره سرخ بلگراد
- بهترین برد خانگی: برد برد ۱۱–۲ برابر الچه راین در سال ۱۹۵۹
- بهترین برد خارج از خانه:
  - برد ۷–۰ در سال ۱۹۷۸

#### رکوردهای شکست
- بدترین شکست در لالیگا: باخت ۸–۱ برابر اسپانیول سال ۱۹۲۹
- بدترین شکست در جام حذفی: باخت ۶–۰ برابر والنسیا سال ۱۹۹۸
- بدترین شکست اروپایی: باخت ۵–۰ در سال ۱۹۸۱ برابر کایزرسلاترن و در سال ۱۹۸۸ برابر میلان
- بدترین شکست خانگی: باخت ۶–۰ در سال ۱۹۳۱ برابر اتلتیک بیلبائو
- بدترین شکست خارج از خانه: باخت ۸–۱ در سال ۱۹۲۹ برابر اسپانیول

#### متوالی
- بیشترین مدت زمان شکست ناپذیری در لالیگا: ۴۰ بازی پشت سر هم
- بیشترین مدت زمان شکست ناپذیری در لالیگا و در خانه: ۱۲۱ بازی پشت سر هم
- بیشترین تعداد برد: ۲۲ برد پیاپی (تا پایان جام باشگاه‌های جهان ۲۰۱۴)
- بیشترین تعداد برد متوالی در لالیگا: ۱۶ برد متوالی (با مربیگری زین الدین زیدان در سال ۲۰۱۶)

#### برد/باخت/مساوی در یک فصل
- بیشترین تعداد برد در یک فصل: ۳۲ برد از ۳۸ بازی در سال ۲۰۱۲
- بیشترین تعداد برد خانگی در یک فصل: ۱۸ برد از ۱۹ بازی در سال‌های ۱۹۸۷ و ۲۰۰۹
- بیشترین تعداد برد خارج از خانه در یک فصل: ۱۳ برد از ۱۹ بازی در سال ۲۰۰۹
- بیشترین تعداد مساوی در یک فصل: ۱۵ برد از ۳۴ بازی در سال ۱۹۷۸
- بیشترین تعداد شکست در یک فصل: ۱۳ برد از ۳۴ بازی در سال ۱۹۷۳
- کمترین تعداد برد در یک فصل: ۷ برد از ۱۸ بازی در سال ۱۹۲۹
- کمترین تعداد مساوی در یک فصل:
  - ۱ مساوی از ۱۸ بازی در سال ۱۹۲۸
  - ۱ مساوی از ۲۲ بازی در سال‌های ۱۹۳۴ و ۱۹۳۹
- کمترین تعداد باخت در یک فصل: ۱ باخت از ۱۸ بازی در سال ۱۹۳۰

#### گل‌ها
- بیشترین تعداد گل زده در یک فصل: ۱۲۱ گل زده در سال ۲۰۱۲
- کمترین تعداد گل زده در یک فصل: ۲۴ گل زده در سال ۱۹۳۱
- بیشترین تعداد گل خورده در یک فصل: ۷۱ گل خورده در سال ۱۹۵۰
- کمترین تعداد گل خورده در یک فصل: ۱۵ گل خورده در سال ۱۹۳۱
- بیشترین تعداد گل زده در یک سال میلادی: ۱۷۸ گل زده در سال ۲۰۱۴

#### امتیاز
- بیشترین امتیاز کسب شده در یک فصل:
  - (هر برد ۲ امتیاز): ۶۶ امتیاز از ۴۴ بازی در سال ۱۹۸۶
  - (هر برد ۳ امتیاز): ۱۰۰ امتیاز از ۳۸ بازی در سال ۲۰۱۲
- کمترین امتیاز کسب شده در یک فصل:
  - (هر برد ۲ امتیاز): ۱۷ امتیاز از ۱۸ بازی در سال ۱۹۲۹
  - (هر برد ۳ امتیاز): ۷۰ امتیاز از ۴۲ بازی در سال ۱۹۹۵